# Кольцовское сельское поселение (Чувашия)
Кольцо́вское се́льское поселе́ние (чув. Кульцав ял тӑрӑхӗ) — муниципальное образование в Вурнарском районе Чувашии Российской Федерации.
Административный центр — деревня Кольцовка.

## История
Статус и границы сельского поселения установлены Законом Чувашской Республики от 24 ноября 2004 года № 37 «Об установлении границ муниципальных образований Чувашской Республики и наделении их статусом городского, сельского поселения, муниципального района и городского округа».

## Население
| 2010 | 2012 | 2013 | 2014 | 2015 | 2016 | 2017 |
| ---- | ---- | ---- | ---- | ---- | ---- | ---- |
| 848  | ↘798 | ↘783 | ↘767 | ↘764 | ↘706 | ↘685 |
| 2018 | 2019 | 2020 | 2021 |      |      |      |
| ↘674 | ↘634 | ↘625 | ↘592 |      |      |      |

## Состав сельского поселения
| № | Населённый пункт | Тип населённого пункта          | Население |
| - | ---------------- | ------------------------------- | --------- |
| 1 | Булатово         | деревня                         | ↗195      |
| 2 | Зеленовка        | деревня                         | →0        |
| 3 | Кольцовка        | деревня, административный центр | ↗396      |
| 4 | Мамалаево        | деревня                         | ↗239      |
| 5 | Сявалкас-Хирпоси | деревня                         | ↗143      |